# 研究型图书馆协会
研究图书馆协会（ARL）是一个非营利组织，由加拿大和美国125个综合研究机构的研究型图书馆组成。该组织成员图书馆占据了学术和研究图书馆市场的很大一部分，每年在信息资源上花费约45亿美元，并积极参与开发新的学术交流模式。

## 成员
该协会在加拿大和美国都有会员。目前，以下机构是该协会成员。
- 亚利桑那州立大学
- 亚特兰大大学中心
- 奥本大学
- 波士顿学院
- 波士顿公共图书馆
- 波士顿大学
- 杨百翰大学
- 布朗大学
- 凯斯西储大学
- 研究图书馆中心
- 科罗拉多州立大学
- 哥伦比亚大学
- 康奈尔大学
- 达特茅斯学院
- 杜克大学
- 埃默里大学
- 佛罗里达州立大学
- 乔治·华盛顿大学
- 乔治城大学
- 佐治亚理工学院
- 哈佛大学
- 霍华德大学
- 印第安纳大学布卢明顿分校
- 爱荷华州立大学
- 约翰霍普金斯大学
- 肯特州立大学
- 国会图书馆
- 路易斯安那州立大学
- 麻省理工学院
- 麦吉尔大学
- 麦克马斯特大学
- 密歇根州立大学
- 美国国家农业图书馆
- 美国国家医学图书馆
- 纽约公共图书馆
- 纽约大学
- 北卡罗来纳州立大学
- 西北大学
- 俄亥俄州立大学
- 俄亥俄大学
- 俄克拉荷马州立大学斯蒂尔沃特分校
- 宾夕法尼亚州立大学
- 普林斯顿大学
- 普渡大学
- 金斯顿皇后大学
- 莱斯大学
- 罗格斯大学
- 西蒙弗雷泽大学
- 史密森学会
- 南伊利诺伊大学卡本代尔分校
- 石溪大学
- 雪城大学
- 天普大学
- 德克萨斯农工大学
- 德克萨斯州立大学
- 德克萨斯理工大学
- 杜兰大学
- 阿拉巴马大学
- 纽约州立大学奥尔巴尼分校
- 阿尔伯塔大学
- 亚利桑那大学
- 不列颠哥伦比亚大学
- 布法罗大学
- 卡尔加里大学
- 加州大学伯克利分校
- 加州大学戴维斯分校
- 加州大学欧文分校
- 加州大学洛杉矶分校
- 加州大学河滨分校
- 加州大学圣地亚哥分校
- 加州大学圣巴巴拉分校
- 加州大学圣克鲁斯分校
- 辛辛那提大学
- 科罗拉多大学博尔德分校
- 康涅狄格大学
- 特拉华大学
- 佛罗里达大学
- 佐治亚大学
- 圭尔夫大学
- 夏威夷大学马诺阿分校
- 休斯顿大学
- 伊利诺伊大学芝加哥分校
- 伊利诺伊大学厄巴纳-香槟分校
- 爱荷华大学
- 堪萨斯大学
- 肯塔基大学
- 拉瓦尔大学
- 路易斯维尔大学
- 曼尼托巴大学
- 马里兰大学帕克分校
- 马萨诸塞大学阿默斯特分校
- 迈阿密大学
- 密歇根大学
- 明尼苏达大学
- 密苏里大学
- 内布拉斯加大学林肯分校
- 新墨西哥大学
- 北卡罗来纳大学教堂山分校
- 北德克萨斯大学
- 圣母大学
- 俄克拉荷马大学
- 渥太华大学
- 宾夕法尼亚大学
- 匹兹堡大学
- 罗切斯特大学
- 萨斯喀彻温大学
- 南卡罗来纳大学
- 南加州大学
- 德克萨斯大学奥斯汀分校
- 田纳西大学
- 多伦多大学
- 犹他大学
- 弗吉尼亚大学
- 华盛顿大学
- 滑铁卢大学
- 西安大略大学
- 威斯康星大学麦迪逊分校
- 范德堡大学
- 弗吉尼亚联邦大学
- 弗吉尼亚理工大学
- 华盛顿州立大学
- 圣路易斯华盛顿大学
- 韦恩州立大学
- 耶鲁大学
- 约克大学